# سیکلوپنتامین
سیکلوپنتامین که با نام‌های Cyclonarol, Cyclosal, Cyklosan, Nazett, Sinos و کلوپان نیز در دسترس است، نوعی آلکیل آمین مقلد سمپاتیک است که در گروه عوامل تنگ‌کننده عروق قرار می‌گیرد. سیکلوپنتامین در گذشته به شکل افشانه بینی و بدون نیاز به نسخه برای درمان احتقان بینی به فروش می‌رسید، اما امروزه با توجه به معرفی داروهای بهتر، مصرف آن تا حد زیادی کاسته شده‌است.

## فارماکولوژی
این دارو باعث تحریک رها شدن نوروترانسمیترهای کاته کولامینی، شامل نوراپی نفرین (نورآدرنالین), اپی نفرین (آدرنالین) و دوپامین می‌شود. اثرگذاری این دارو بر روی نوراپی نفرین و اپی نفرین، مسئول نقش ضداحتقانی آن است. از آنجایی که این دارو هر سه نوروترانسمیتر بالا را تحت تأثیر قرار می‌دهد، گاه باعث بروز ویژگی‌های تحریکی می‌شود.

## سنتز
سیکلوپنتامین را می‌توان از سیکلوپنتان و اسید سیانواستیک بدست آورد.

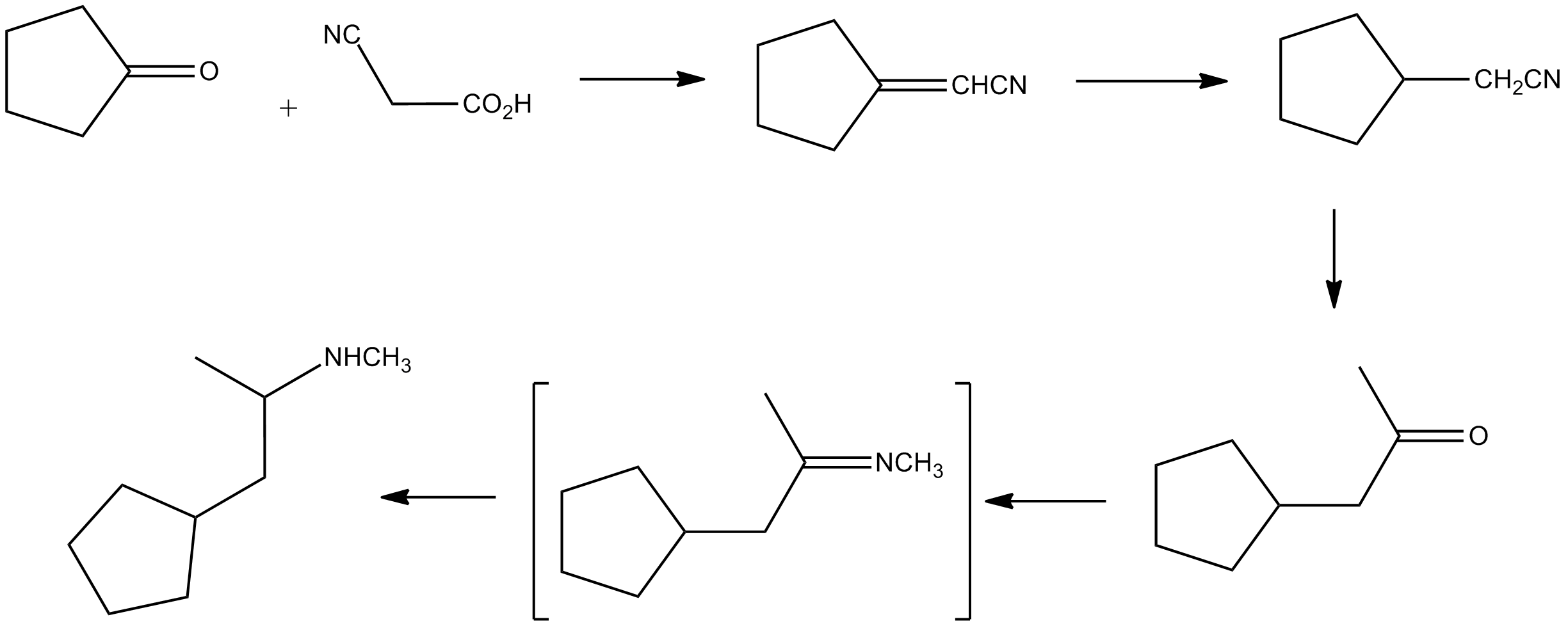
سنتز سیکلوپنتامین